# Okolí (matematika)
Okolí bodu je pojem používaný v matematické analýze, geometrii a topologii pro množinu, která s tímto bodem obsahuje i body jemu blízké.
Na přímce (např. reálné ose), v rovině nebo prostoru (i vícerozměrném) je množina okolím bodu A, pokud obsahuje bod A a pro nějaké kladné číslo {\displaystyle \epsilon } též všechny body, jejichž vzdálenost od A je menší než {\displaystyle \epsilon }. Stejná definice pojmu okolí se používá i v každém metrickém prostoru.
Ekvivalentně lze definovat, že množina X je okolím bodu A, pokud obsahuje nějakou otevřenou podmnožinu O, která obsahuje A, tedy {\displaystyle A\in O\subseteq X}. Výhodou této definice je, že zavádí pojem okolí v každém topologickém prostoru.
Pomocí okolí bodů se dají definovat pojmy jako uzávěr a vnitřek množiny, spojité zobrazení, Limita posloupnosti, limita funkce a podobně.

## Úvod
Pojem okolí byl nejprve studován na množině reálných čísel, poté byl zobecněn na mnohem širší okruh množin. Reálná i komplexní čísla jsou metrickým prostorem a každý metrický prostor je topologickým prostorem. Proto ze všech níže uvedených definic je topologická definice nejobecnější (má smysl na širším okruhu množin než zbývající definice).
Všechny níže uvedené definice jsou ekvivalentní v tom smyslu, že pokud má na nějaké struktuře smysl více než jedna z níže uvedených definic pojmu okolí nebo ε-okolí, pak tyto definice splývají. Například na množině je 1-okolí bodu 3 v metrickém smyslu totožné s 1-okolím bodu 3 podle definice pro reálná čísla.
Ve všech níže uvedených případech, kdy definujeme ε-okolí, platí, že množina A je okolím bodu x, pokud obsahuje jeho ε-okolí pro nějaké ε > 0. Například interval (2.9 , 3.1) je 0.1-okolím bodu 3, a tedy je jeho okolím.
Topologický prostor se od ostatních případů odlišuje tím, že na něm lze definovat okolí, ovšem nikoli ε-okolí.

## Definice

### ε-okolí reálného bodu
{\displaystyle \varepsilon }-okolím reálného bodu {\displaystyle x} je pro {\displaystyle \varepsilon >0} otevřený interval {\displaystyle (x-\varepsilon ,x+\varepsilon )}. Prstencové {\displaystyle \varepsilon }-okolí bodu {\displaystyle x} je pak okolí, které neobsahuje bod {\displaystyle x}, tedy sjednocení intervalů {\displaystyle (x-\varepsilon ,x)\cup (x,x+\varepsilon )}. Pojem okolí a {\displaystyle \varepsilon }-okolí je možno zobecnit na rozšířená reálná čísla, což podstatně zjednoduší definice limity funkce pro různé případy (vlastní/nevlastní limita ve vlastním/nevlastním bodě).

### ε-okolí komplexního bodu
{\displaystyle \varepsilon }-okolím komplexního bodu {\displaystyle z_{0}} označujeme všechny body z komplexní roviny, pro které platí {\displaystyle |z-z_{0}|<\varepsilon }, tzn. body ležící na komplexní rovině uvnitř kružnice se středem v bodě {\displaystyle z_{0}} a poloměrem {\displaystyle \varepsilon }.

### ε-okolí v metrických prostorech
V metrickém prostoru {\displaystyle X} s metrikou {\displaystyle \rho } zavádíme {\displaystyle \varepsilon }-okolí bodu {\displaystyle x} jako sférické okolí (kouli) o poloměru {\displaystyle \varepsilon } následovně: {\displaystyle U_{\varepsilon }(x)=\{y\in X:\rho (x,y)<\varepsilon \}}.

### U-okolí v topologických prostorech
Podmnožinu {\displaystyle U} topologického prostoru {\displaystyle (X,\tau )} nazveme okolím bodu {\displaystyle x}, pokud existuje prvek topologie {\displaystyle O\in \tau } takový, že {\displaystyle x\in O} a platí {\displaystyle O\subset U}. Okolí bodu {\displaystyle x} značíme {\displaystyle U(x)}.
Protože vnitřek množiny je její největší otevřená podmnožina, je množina {\displaystyle U(x)} okolí bodu {\displaystyle x} právě tehdy, když {\displaystyle x} leží v jejím vnitřku.